# St. Michael am Zollfeld
St. Michael am Zollfeld ist eine Ortschaft und Katastralgemeinde der Gemeinde Maria Saal am Kärntner Zollfeld. Der Ort liegt am Ostrand des Zollfelds östlich der Friesacher Straße (B 317). Der Ort besteht aus 73 Gebäuden (2001) und hat eine Wohnbevölkerung von 185 Personen (2024). Die Katastralgemeinde ist 335,24 Hektar groß und umfasst neben der Ortschaft St. Michael noch Rotheis, Techmannsdorf und Willersdorf. St. Michael wurde erstmals 1142 als Neuenhof in Holzgraz urkundlich erwähnt.

## Pfarrkirche
Die dem Erzengel Michael geweihte Pfarrkirche steht am nördlichen Ostrand des Ortes auf einem Hügel. Sie wurde urkundlich erstmals 1162 erwähnt.

## Römischer Vicus
Auf dem Gebiet von St. Michael und dem benachbarten St. Donat befand sich in römischer Zeit ein vicus, eine Siedlung von rund drei Hektar Fläche. Sie liegt im Kreuzungsbereich der norischen Hauptstraße, die von Virunum kommend nach Norden führt, und einer west-östlichen Nebenstraße, die vom Bereich Liebenfels auf die Stadt auf dem Magdalensberg führte. Die Anfänge gehen in die frühe Kaiserzeit zurück. Die Funde reichen von der zweiten Hälfte des ersten bis in die zweite Hälfte des vierten Jahrhunderts n. Chr. Sie lag rund 2,7 km nördlich des Forums von Virunum, der Hauptstadt der Provinz Noricum. (neue Erkenntnisse unter Diskussion)
Über einem Teil des vicus wurde zur Zeit Kaiser Hadrians ein römischer Tempelbezirk errichtet. Er wird als dem Herkules und dem Kaiserkult geweiht interpretiert und ähnelt stadtrömischen und provinzialen Kaiserkultfora. Der Grundriss ist ein leicht verzogenes Parallelogramm. Auf allen vier Seiten befinden sich Tabernen, denen an der Innenseite eine Porticus vorgelagert ist und die wahrscheinlich vom Innenhof zugänglich waren. Im Süden ist auf der Gesamtlänge von 38 Metern eine ebenfalls als Porticus rekonstruierte Halle vorgelagert. Aufgrund der Wandstärken ist von einer zweigeschoßigen Bebauung des Südtraktes auszugehen. In der Mitte der Südseite lag der Eingang, der von der tiefer gelegenen Straße in den Tempelbezirk führte. In der Mitte der West- und Ostseite lagen zwei Exedren mit einem Radius von 6,6 Metern. Im Inneren des Tempelbezirks befand sich ein Podiumtempel. Im Tempelbezirk wurden Fragmente lebensgroßer Marmorstatuen gefunden, ein Votivaltar an Hercules Augustus, sowie bereits 1984/86 im weiteren Umkreis eine Bronzestatuette des Hercules bibax.

## Söhne und Töchter des Ortes
- Johann Michael Achatz (1778–1867), Domdechant von Gurk und Politiker